# Transporte Interurbano de Navarra
El Transporte Interurbano de Navarra (en euskera y de forma cooficial: Nafarroako Hiriarteko Garraioa) −estilizado en NBus− es el servicio de autobuses interurbano que opera en la Comunidad Foral de Navarra. Es la red de transporte público que vertebra la Comunidad Foral, aunque sobrepasa en algunos servicios sus fronteras. Así, NBus presta servicios que unen Navarra con Castilla y León, Aragón y La Rioja, y está planificado para que llegue también, al menos, a las provincias de Álava y Guipúzcoa.
La nueva red se inauguró el 13 de noviembre de 2019 con la puesta en funcionamiento de la concesión NAV-001 (Pamplona ↔ Soria), a la que se le añadieron el 23 de marzo de 2022 las 16 líneas de la Zona Media, con Tafalla como cabecera. La última ampliación tuvo lugar el 1 de marzo de 2023, con las líneas correspondientes a la concesión de la Ribera. La perspectiva del Gobierno de Navarra es que NBus alcance finalmente al 100% de la población de la Comunidad. No obstante, hay más de 50 otras líneas gestionadas por distintas operadoras que forman parte de la red de transporte interurbano de viajeros por carretera.

## Historia
El transporte Interurbano de Navarra, antes de comenzar con el proceso de reorganización de las concesiones, estaba compuesta por un total de 38 concesiones diferentes. Según el consejero de Cohesión Territorial del Gobierno de Navarra, Bernardo Ciriza, las antiguas concesiones responden a las necesidades de otra época, en la que la población vivía principalmente en zonas rurales y apenas se disponía de vehículo privado.

## Identidad
Las compañías que operaban las concesiones anteriores además de la prestación del servicio no tenían obligaciones adicionales hacia la Administración. Es por ello que la imagen corporativa que se proyectaba era la imagen particular de la empresa que ofrecía el servicio, sin ofrecer una imagen compartida. Así, a la hora de proyectar nuevas concesiones, el Gobierno de Navarra establece como condición que el autobús adscrito al servicio cumpla con elementos visuales identificativos del Transporte Interurbano de Navarra, independientemente de la compañía que preste el servicio.

### Identidad visual
Los colores que identifican la red son el rojo y el blanco. La elección de estos es notable, ya que el rojo es el color navarro, casi el único que ondea en su bandera y en su escudo. Además, el logotipo del Gobierno de Navarra utiliza la versión del escudo rojo. El blanco se utiliza para colocar los elementos rojos sobre un fondo de ese color, de forma que se pueda leer bien.
El negro no es un color oficial de identidad visual, aunque la mayoría de las inscripciones se realizan en este color, ya que permite un gran contraste sobre un fondo blanco.
La marca visual con la que se conoce la red no es «Transporte Interurbano de Navarra», sino «NBUS» (se puede escribir NBus o Nbus, ya que oficialmente todas las letras aparecen en mayúsculas), procedente de la contracción de la larga denominación de «Autobuses de Navarra».
El logotipo de la red está formado por el Escudo de Navarra, concretamente en la versión monocolor del Gobierno de Navarra, junto con la inscripción «NBUS» a la derecha (n en letras negras y el resto en rojas) y una barra roja a la izquierda, todo ello sobre fondo blanco. En los autobuses, la barra de la izquierda no aparece en el logotipo, sino en la pintura de fondo.

### Identidad de los vehículos
Todos los vehículos que trabajan bajo la marca NBus siguen las directrices del Gobierno de Navarra para su homogeneización. En cuanto al exterior, los autobuses están pintados de rojo en la parte delantera y de blanco en la trasera. Los dos tramos se dividen por una barra blanca y una roja, alrededor de dos tercios del autobús están cubiertos de rojo. Sobre la parte blanca del autobús, a ambos lados, se colocará el logotipo de la red, pero sin barra, como se ha comentado anteriormente. Además, en las ventanillas situadas sobre los logotipos aparece estampado en blanco el logotipo del Gobierno de Navarra.
La parte trasera del vehículo está pintada de blanco y cuenta también con el logotipo de la red de autobuses. Lo mismo ocurre con el logotipo del Gobierno de Navarra, que aparece en la venta sobre el logotipo.
La parte delantera está pintada de rojo. Aquí, el logotipo de la compañía que presta el servicio aparece en color blanco y otros elementos propios de la empresa contratada, como el número de autobús. Este logotipo también aparece pintado de blanco en la zona roja de los laterales del autobús.
En los vehículos al servicio de la demanda, al ser pequeños, llevarán una placa imán con el logotipo de la red y el logotipo del Gobierno de Navarra a ambos lados. Todos los vehículos son blancos.

## Concesiones
El nuevo mapa de concesiones del Transporte Interurbano de Navarra por carretera del Plan Integral de Transporte de Viajeros de Navarra (PITNA) estará formado por 10 concesiones, en vez de las 38 actuales, y prestará servicio a 17.000 personas residentes en diferentes localidades que hasta ahora no disponían de él.
| Concesión | Nombre                                | Operador                                                                             | Líneas      | Puesta en servicio | Duración    |
| NAV-001   | Pamplona - Soria                      | Compañía Navarra de Autobuses, S.A.                                                  | 2 300-301   | 13/11/2019         | 10 años     |
| NAV-002   | Pamplona - Tafalla                    | Líneas Interurbanas de Navarra, A.I.E. (Hermanos Arriaga & Interurbana de Autobuses) | 16 320-335  | 23/03/2022         | 6 años      |
| NAV-003   | Pamplona - Tudela - Zaragoza          | Líneas Interurbanas de Navarra, A.I.E. (Hermanos Arriaga & Interurbana de Autobuses) | 6 350-355   | 01/03/2023         | 6 años      |
| NAV-004   | Pamplona - Alsasua - Vitoria          | La Burundesa, S.A.U.                                                                 | 5 370-374   | 04/05/2023         | 5 años      |
| NAV-005   | Pamplona - Irún                       | En proyecto                                                                          | En proyecto | En proyecto        | En proyecto |
| NAV-006   | Pamplona - Estella - Logroño          | En proyecto                                                                          | En proyecto | En proyecto        | En proyecto |
| NAV-007   | Pamplona - San Sebastián              | En proyecto                                                                          | En proyecto | En proyecto        | En proyecto |
| NAV-008   | Pamplona - Zona Pirineo Oriental      | En proyecto                                                                          | En proyecto | En proyecto        | En proyecto |
| NAV-009   | Pamplona - Zona Pirineo Occidental    | En proyecto                                                                          | En proyecto | En proyecto        | En proyecto |
| NAV-010   | Interurbano de la Comarca de Pamplona | En proyecto                                                                          | En proyecto | En proyecto        | En proyecto |

## Operadores
Los operadores que prestan servicio son un total de 11:
| - ALSA - Artieda - Conda - La Baztanesa | - La Burundesa - La Estellesa - La Pamplonesa - La Muguioarra | - La Tafallesa - La Veloz Sanguesina - Leitzaran |

## Líneas unificadas
| Concesión | Línea | Nombre                             | Operador                                          | Puesta en servicio       |
| NAV-001   | 300   | Pamplona ↔ Soria (por carretera)   | Conda (Alsa)                                      | 13 de noviembre del 2019 |
| NAV-001   | 301   | Pamplona ↔ Soria (por autopista)   | Conda (Alsa)                                      | 13 de noviembre del 2019 |
| NAV-002   | 320   | Pamplona ↔ Tafalla (por autopista) | UTE (Hermanos Arriaga & Interurbana de Autobuses) | 23 de marzo de 2022      |
| NAV-002   | 321   | Pamplona ↔ Olite (por autopista)   | UTE (Hermanos Arriaga & Interurbana de Autobuses) | 23 de marzo de 2022      |
| NAV-002   | 322   | Pamplona↔ Tafalla (por carretera)  | UTE (Hermanos Arriaga & Interurbana de Autobuses) | 23 de marzo de 2022      |
| NAV-002   | 323   | Tafalla ↔ Marcilla                 | UTE (Hermanos Arriaga & Interurbana de Autobuses) | 23 de marzo de 2022      |
| NAV-002   | 324   | Tafalla ↔ Figarol                  | UTE (Hermanos Arriaga & Interurbana de Autobuses) | 23 de marzo de 2022      |
| NAV-002   | 325   | Tafalla ↔ Rada                     | UTE (Hermanos Arriaga & Interurbana de Autobuses) | 23 de marzo de 2022      |
| NAV-002   | 326   | Tafalla ↔ Mendigorría              | UTE (Hermanos Arriaga & Interurbana de Autobuses) | 23 de marzo de 2022      |
| NAV-002   | 327   | Tafalla ↔ Miranda de Arga          | UTE (Hermanos Arriaga & Interurbana de Autobuses) | 23 de marzo de 2022      |
| NAV-002   | 328   | Urbano de Tafalla                  | UTE (Hermanos Arriaga & Interurbana de Autobuses) | 23 de marzo de 2022      |
| NAV-002   | 329   | Tafalla ↔ Echagüe                  | UTE (Hermanos Arriaga & Interurbana de Autobuses) | 23 de marzo de 2022      |
| NAV-002   | 330   | Tafalla ↔ Olleta                   | UTE (Hermanos Arriaga & Interurbana de Autobuses) | 23 de marzo de 2022      |
| NAV-002   | 331   | Tafalla ↔ Uzquita                  | UTE (Hermanos Arriaga & Interurbana de Autobuses) | 23 de marzo de 2022      |
| NAV-002   | 332   | Tafalla ↔ Amatriain                | UTE (Hermanos Arriaga & Interurbana de Autobuses) | 23 de marzo de 2022      |
| NAV-002   | 333   | Tafalla ↔ Ujué                     | UTE (Hermanos Arriaga & Interurbana de Autobuses) | 23 de marzo de 2022      |
| NAV-002   | 334   | Puente la Reina ↔ Campanas         | UTE (Hermanos Arriaga & Interurbana de Autobuses) | 23 de marzo de 2022      |
| NAV-002   | 335   | Larraga ↔ Lerín                    | UTE (Hermanos Arriaga & Interurbana de Autobuses) | 23 de marzo de 2022      |
| NAV-003   | 350   | Pamplona↔Tudela↔Zaragoza           | UTE (Hermanos Arriaga & Interurbana de Autobuses) | 1 de marzo de 2023       |
| NAV-003   | 351   | Tudela↔Tarazona                    | UTE (Hermanos Arriaga & Interurbana de Autobuses) | 1 de marzo de 2023       |
| NAV-003   | 352   | Tudela↔Fitero                      | UTE (Hermanos Arriaga & Interurbana de Autobuses) | 1 de marzo de 2023       |
| NAV-003   | 353   | Tudela↔Cortes                      | UTE (Hermanos Arriaga & Interurbana de Autobuses) | 1 de marzo de 2023       |
| NAV-003   | 354   | Tudela↔Villafranca                 | UTE (Hermanos Arriaga & Interurbana de Autobuses) | 1 de marzo de 2023       |
| NAV-003   | 355   | Tudela↔Milagro                     | UTE (Hermanos Arriaga & Interurbana de Autobuses) | 1 de marzo de 2023       |
| NAV-004   | 370   | Pamplona↔ Vitoria (con paradas)    | La Burundesa, S.A.U.                              | 4 de mayo de 2023        |
| NAV-004   | 371   | Pamplona↔ Vitoria (semidirecto)    | La Burundesa, S.A.U.                              | 4 de mayo de 2023        |
| NAV-004   | 372   | Pamplona↔ Ciordia                  | La Burundesa, S.A.U.                              | 4 de mayo de 2023        |
| NAV-004   | 373   | Irurzun↔ Araquil                   | La Burundesa, S.A.U.                              | 4 de mayo de 2023        |
| NAV-004   | 374   | Alsasua↔ Ergoyena                  | La Burundesa, S.A.U.                              | 4 de mayo de 2023        |

## Líneas sin unificar

### Artieda[4]
Pamplona - Eugui
Pamplona - Jaurrieta

### Conda[5]
Pamplona - Aoiz
Pamplona - Egüés
Pamplona - Imárcoain
Pamplona - Lodosa
Pamplona - Lumbier
Pamplona - Ochagavía
Pamplona - Orbaiceta

### La Baztanesa[6]
Pamplona - Mugaire - Errazu

### La Burundesa[7]
Pamplona - Ubarmin

### La Estellesa[8]
Pamplona - Calahorra - Azagra
Pamplona - Campanas - Sartaguda
Pamplona - Estella - Logroño
Pamplona - Los Arcos - Mendavia
Pamplona - Salinas de Oro - Estella

### La Pamplonesa[9]
Pamplona - Ororbia - Asiáin - Echauri
Pamplona - Ororbia - Echauri
Pamplona - Ostiz - Arraiz

### La Muguioarra[10]
Pamplona - Aldaz

### La Tafallesa[11]
Pamplona - Uztárroz

### La Veloz Sangüesina[12]
Pamplona - Cáseda
Pamplona - Sangüesa

### Leitzarán[13]
Pamplona - Leiza - Santesteban